# Городская клиническая больница № 50 имени С. И. Спасокукоцкого
Городская клиническая больница им. С. И. Спасокукоцкого (№ 50) — многопрофильное лечебное учреждение, подведомственное Департаменту здравоохранения г. Москвы. Стационар расположен в Тимирязевском районе Северного Административного округа.
В стационар за помощью обращаются пациенты с урологическими и гинекологическими заболеваниями, заболеваниями органов дыхания, инфарктом миокарда, хроническими формами ишемической болезни сердца, в больнице проводят хирургические операции органов брюшной полости.

## История
Официальной датой открытия больницы № 50 считается 25 августа 1955 года, когда во 2-м корпусе больницы врач В. Л. Маневич принял в хирургическое отделение первого пациента. Возглавила стационар Нина Петровна Брусова
С 1965 года больница становится клинической базой ММСИ им. Н. А. Семашко. Приказом МЗ СССР № 962 от 23.12.1965 больнице присваивается наименование «Городская клиническая больница № 50».
В 1968 году в помещениях бывшего гинекологического отделения открылось офтальмологическое отделение под руководством будущего профессора, заведующего кафедрой глазных болезней ММСИ им. Н. А. Семашко Святослава Николаевича Федорова.
В 60-летний юбилей, в сентябре 2015 года, ГКБ № 50 было присвоено имя выдающегося ученого и хирурга Сергея Ивановича Спасокукоцкого (1870—1943), создавшего советскую клиническую школу в области желудочно-кишечной и легочной хирургии.

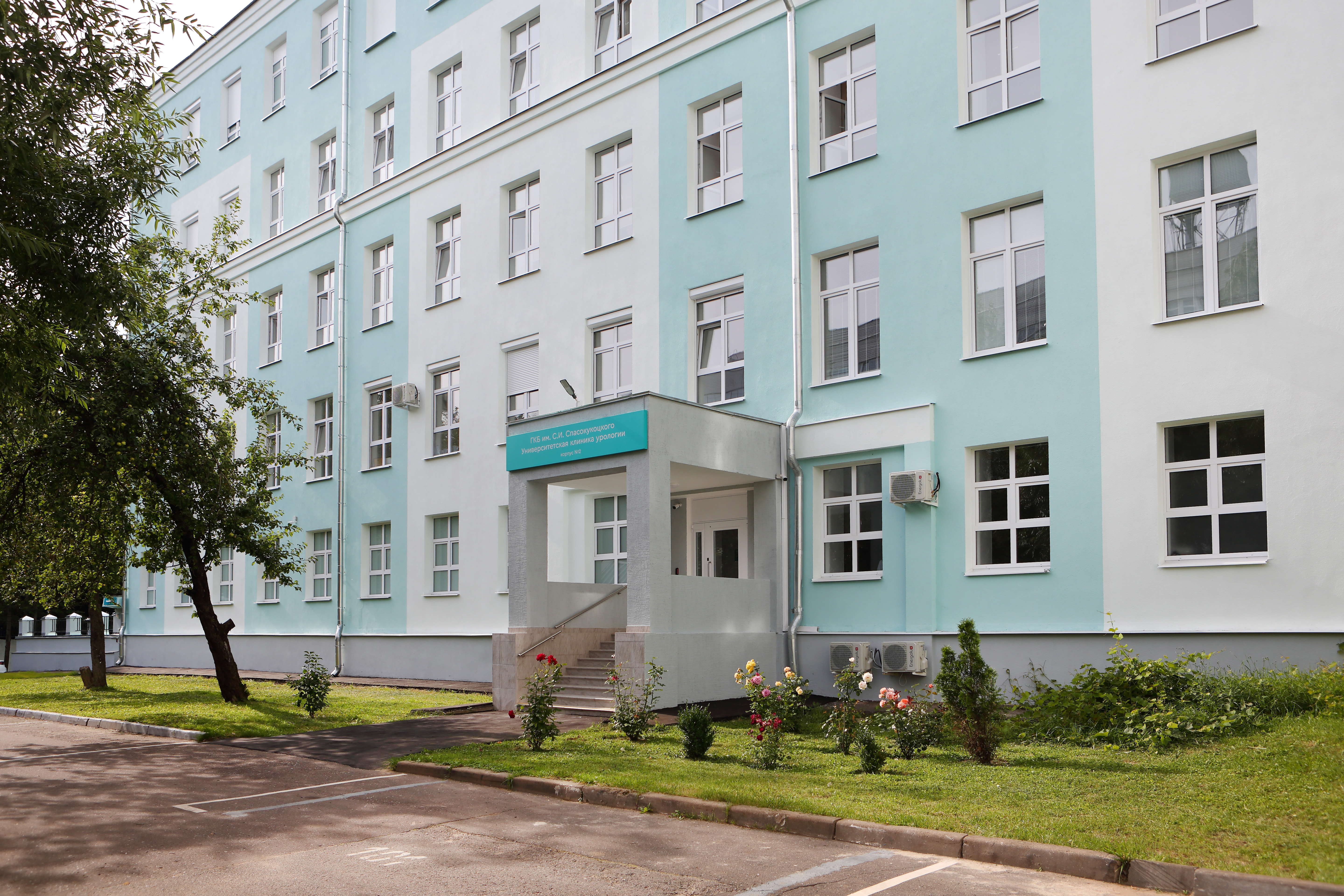

## Современность
С начала 2000-х годов в ГКБ № 50 шла разноплановая научно-исследовательская работа по хирургии лёгких и органов брюшной полости, проводились реконструктивно-пластические операции на органах мочеполовой системы, диагностика и лечение юношеских ангиофибром, слухоулучшающие операции при отосклерозе и хроническом отите. Специалисты изучали возможности хирургического лечения бронхиальной астмы, апробировали методы рассечения и соединения живых биологических тканей с применением ультразвука, современные методы диагностики и лечения хронического простатита, острых и хронических лицевых болей.

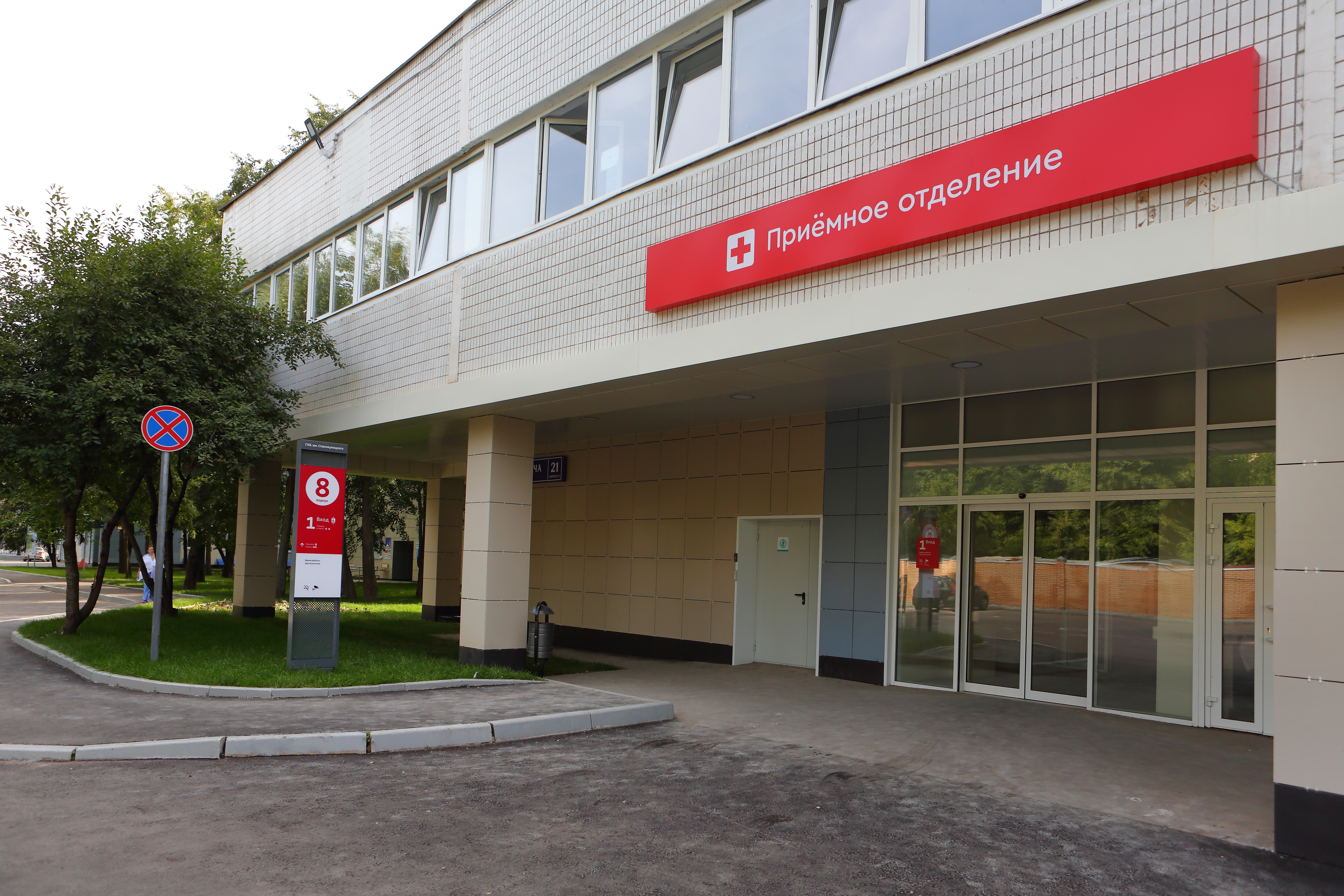

В мае 2014 года на базе ГКБ № 50 открывается Центр оперативной робот-ассистированной и реконструктивной урологии. Его возглавляет академик РАН Д. Ю. Пушкарь.

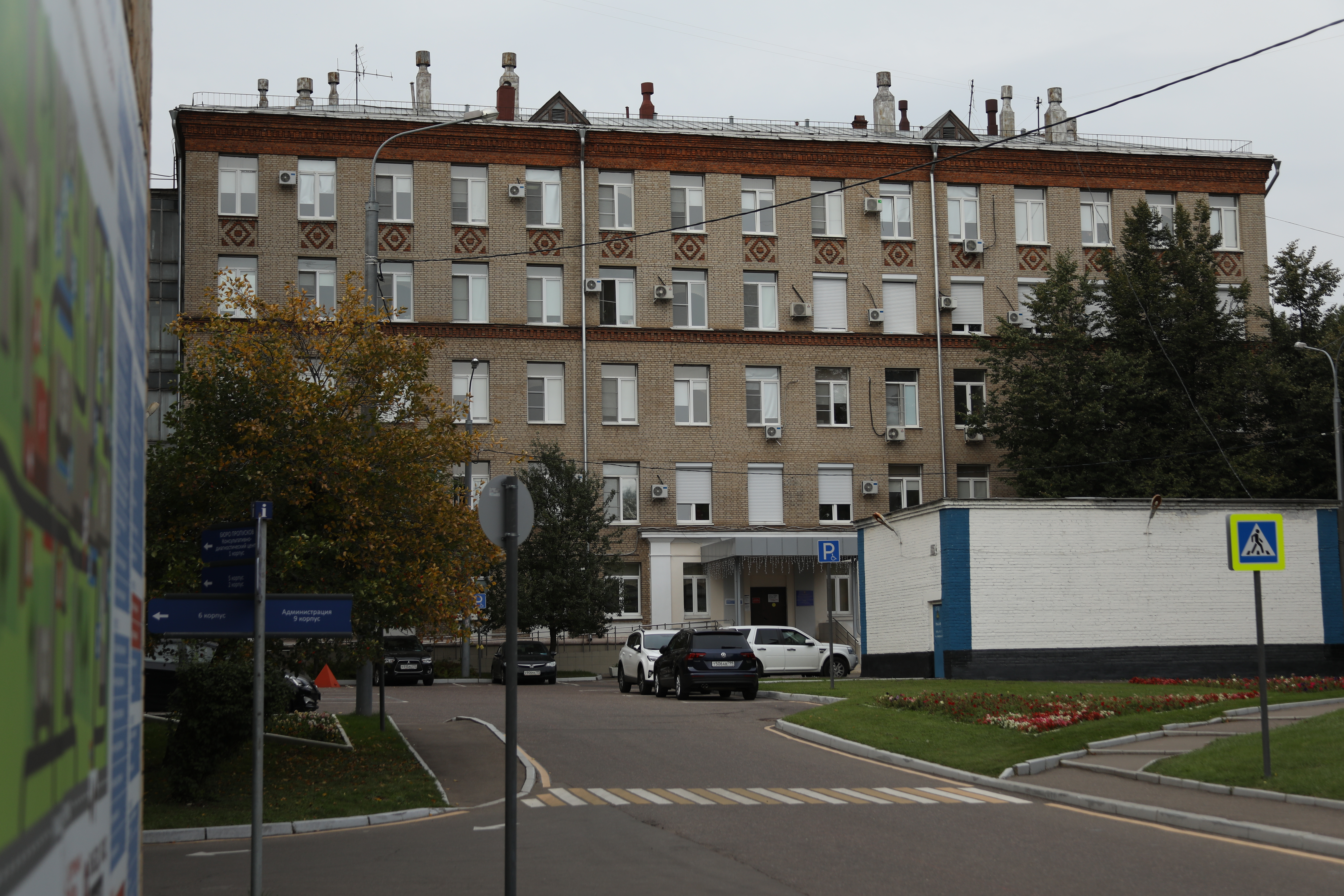

В больнице были внедрены новые технологии обследования и лечения: чрезпищеводное эхокардиографическое исследование в кардиореанимации, МРТ и КТ исследования с 3D-реконструкцией, эндоскопическое лечение грыж пищеводного отверстия диафрагмы, пластика пролапса тазовых органов с использованием синтетических протезов в гинекологии и урологии, эндомикроскопические операции при заболеваниях ЛОР-органов и другие. Активно развивалось оказание высокотехнологичной медицинской помощи в урологии, хирургии и гинекологии с использованием робот-ассистированной хирургической системы Da Vinci.
Завершилась реконструкция Родильного дома № 27, который открыл свои двери столичным роженицам в 2018 году для оказания акушерско-гинекологической и неонатальной помощи. В 2019 году роддому № 27 присвоили статус больницы, доброжелательной к ребенку.

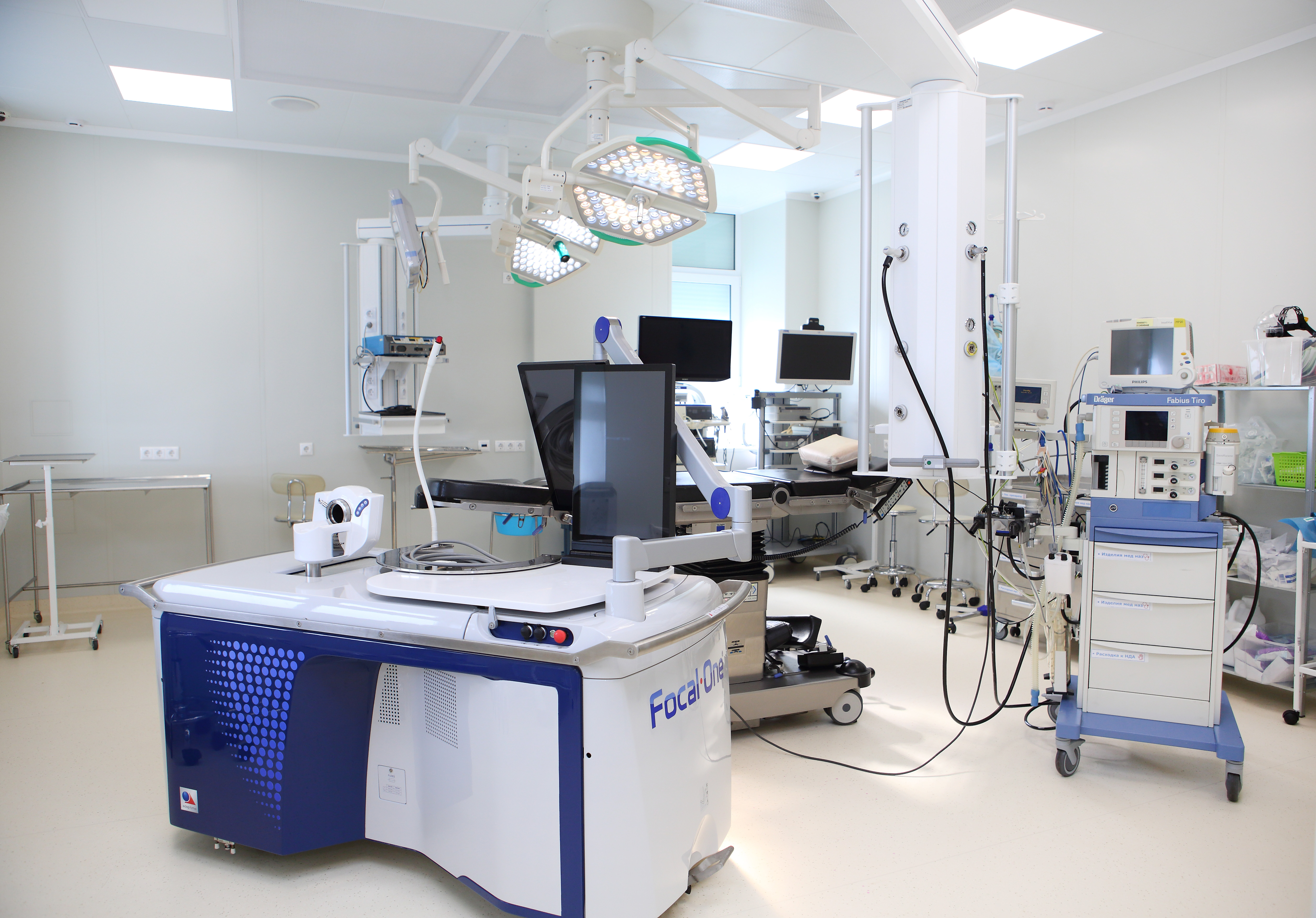

На сегодняшний день в состав больницы входят 15 корпусов общей площадью 63,9 тыс. м², включая 9 лечебных, 5 вспомогательных и 1 административный, а также Родильный дом № 27 по адресу: Коптевский бульвар, д.5 и 9 женских консультаций, к которым прикреплено более 200 тысяч пациенток.
Общий коечный фонд больницы составляет 814 коек, включая 60 коек реанимации и 16 мест для гемодиализа.
Ежегодно в ГКБ им. С. И. Спасокукоцкого проходят лечение более 50 тыс. пациентов со всей России.
Специалисты клиники выполняют более 20 тыс. операций в год, включая свыше 300 роботизированных (с помощью систем «DaVinci» и «FocalOne») и более 3 500 эндоскопических.